# Suzanne M. Benson
Suzanne M. Benson (* 20. Jahrhundert) ist eine VFX-Produzentin.

## Leben
Benson begann ihre Karriere Anfang der 1980er Jahre und hatte ihr Filmdebüt 1982 als Produktionssekretärin bei der Jerry-Lewis-Komödie Slapstick. In der Folge arbeitete sie als Associate Producer und Production Associate. 1987 gewann sie gemeinsam mit Stan Winston, John Richardson und Robert Skotak für James Camerons Aliens – Die Rückkehr den Oscar in der Kategorie Beste visuelle Effekte. Nach zwei weiteren Filmen, bei denen sie als VFX-Produzentin arbeitete, zog sie sich aus dem Filmgeschäft zurück.

## Filmografie (Auswahl)
- 1982: Slapstick (Slapstick (Of Another Kind))
- 1984: City Limits
- 1985: Creature – Die dunkle Macht der Finsternis (Creature)
- 1986: Aliens – Die Rückkehr (Aliens)
- 1994: Streetfighter – Die entscheidende Schlacht (Street Fighter: The Movie)
- 1996: Agent 00 – Mit der Lizenz zum Totlachen (Spy Hard)

## Auszeichnungen (Auswahl)
- 1987: Oscar in der Kategorie Beste visuelle Effekte für Aliens – Die Rückkehr